# 시미즈정 (시즈오카현)
시미즈정(일본어: 清水町)은 일본 시즈오카현 동부에 있는 슨토군의 정이다.

## 지리
이즈반도에 있는 온난한 지역이다. 정의 중심 지역을 가키다강이 흐른다.

## 역사
1889년에 슨토군의 12개 촌이 합병해 시미즈촌이 성립하였다. 누마즈시와 미시마시의 주택 지역으로 1960년대 이후에 급속히 발전했다. 1963년에 정으로 승격해 시미즈정이 되었다.

## 인구
| 연도 | 인구   | ±%     |
| ---- | ------ | ------ |
| 1940 | 6,033  | —      |
| 1950 | 8,859  | +46.8% |
| 1960 | 10,841 | +22.4% |
| 1970 | 21,036 | +94.0% |
| 1980 | 26,408 | +25.5% |
| 1990 | 27,755 | +5.1%  |
| 2000 | 30,870 | +11.2% |
| 2010 | 32,304 | +4.6%  |

## 교통

### 철도
- 도카이도 본선이 북부를 약간 스쳐 지나가지만 아직은 역이 지어지지 않았다.

### 도로
- 국도 1호선